# Călinești-Vasilache
Călinești-Vasilache – wieś w Rumunii, w okręgu Suczawa, w gminie Dărmănești. W 2011 roku liczyła 216 mieszkańców.